# Bølingen
Bølingen (norwegisch für Herde) ist eine Gruppe kleiner Inseln  vor der Ingrid-Christensen-Küste des ostantarktischen Prinzessin-Elisabeth-Lands. Sie liegen unmittelbar vor der Nordseite des Publications-Schelfeises im südöstlichen Teil der Prydz Bay. Die Gruppe besteht aus den Indre Bølingen und den Ytre Bølingen.
Entdeckt und grob kartiert wurden sie im Februar 1935 vom Norweger Klarius Mikkelsen (1887–1941), Kapitän des Walfangschiffs Torlyn. Norwegische Kartografen, die sie auch benannten, kartierten sie im Detail anhand von Luftaufnahmen, die bei der Lars-Christensen-Expedition 1936/37 entstanden.